# Cotylelobium scabriusculum
Cotylelobium scabriusculum är en tvåhjärtbladig växtart som beskrevs av Dietrich Brandis. Cotylelobium scabriusculum ingår i släktet Cotylelobium och familjen Dipterocarpaceae. Inga underarter finns listade i Catalogue of Life.